# Fontanna Saint-Sulpice

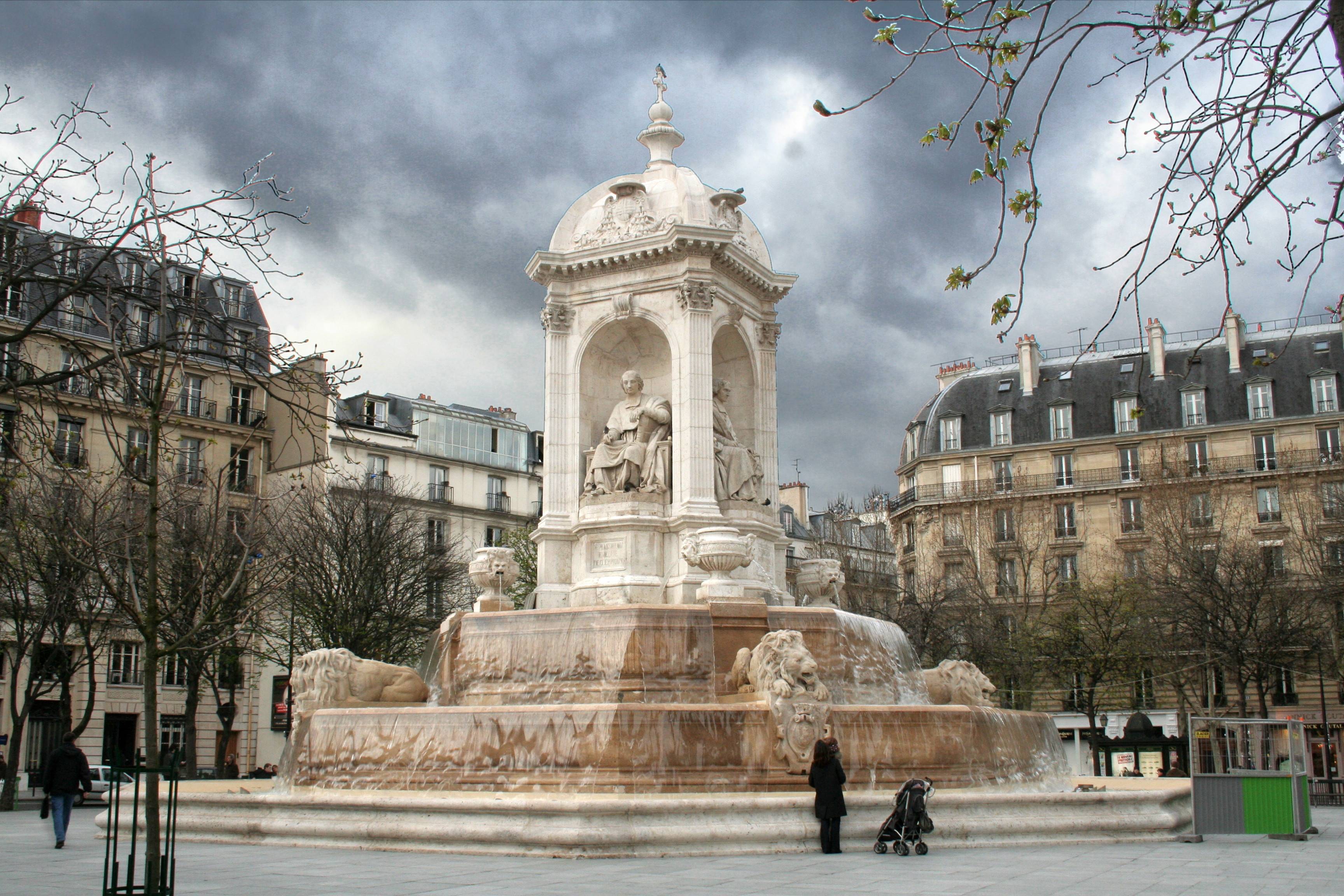
Fontanna Saint-Sulpice (1843-1848)

Fontanna Saint-Sulpice – monumentalna fontanna znajdująca się na placu Saint-Sulpice w 6. dzielnicy Paryża. Została wybudowana pomiędzy 1843, a 1848 rokiem, według projektu Ludwika Visconti, który zaprojektował również grobowiec Napoleona.
Cztery figury na fontannie reprezentują czterech słynnych XVII -wiecznych francuskich działaczy religijnych.
- Jacques-Bénigne Bossuet, od północy, posąg autorstwa Jeana-Jacques’a Feuchèra,
- François Fénelon, od wschodu, posąg autorstwa Francois Lanno,
- Esprit Fléchier, od zachodu, posąg autorstwa Ludwika Desprez,
- Jean-Baptiste Massillon, od południa, posąg autorstwa Jacques’ a-Auguste’a Faugineta, dokończony przez Fouquieta po śmierci Faugineta.

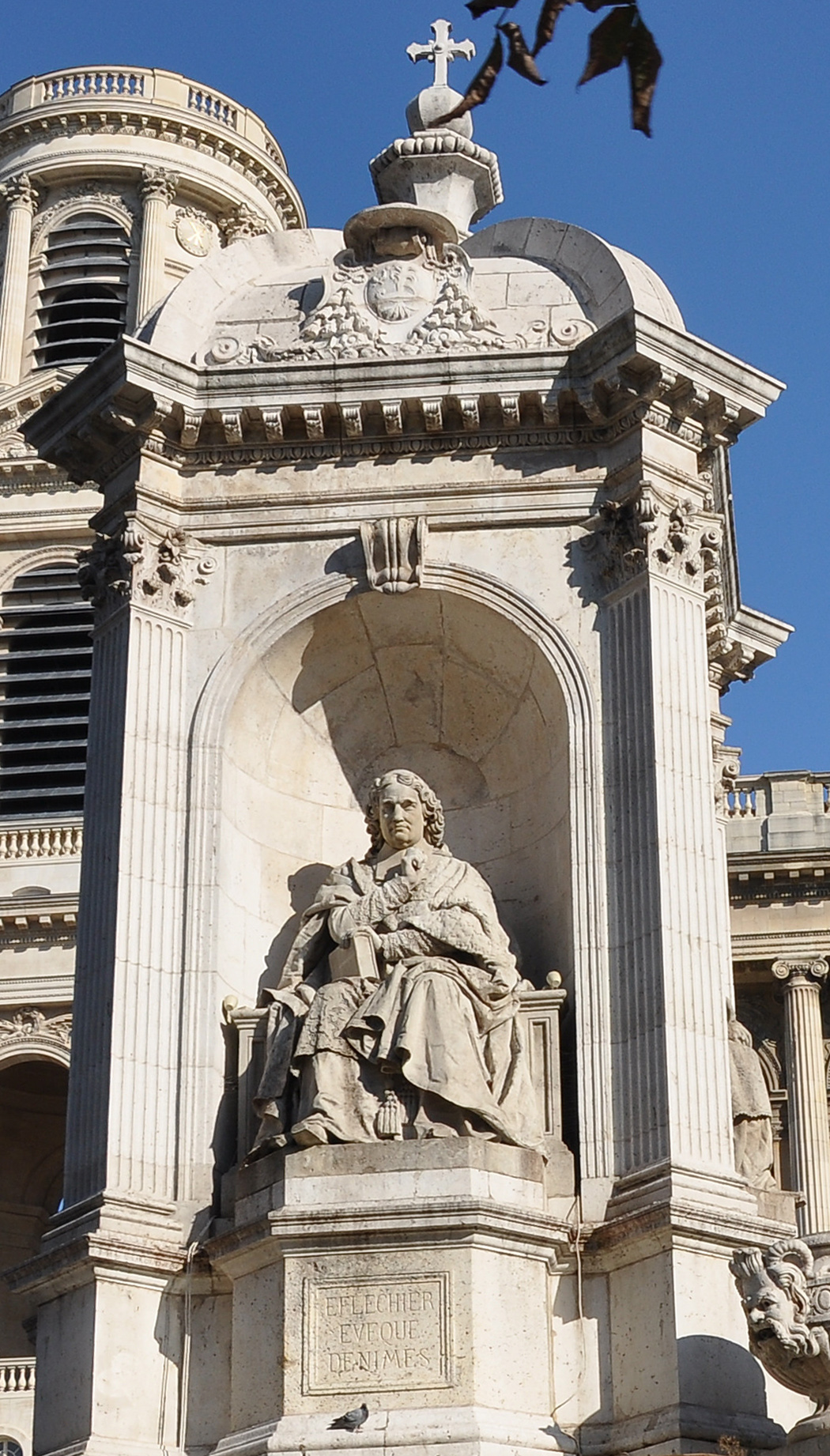
Fléchier
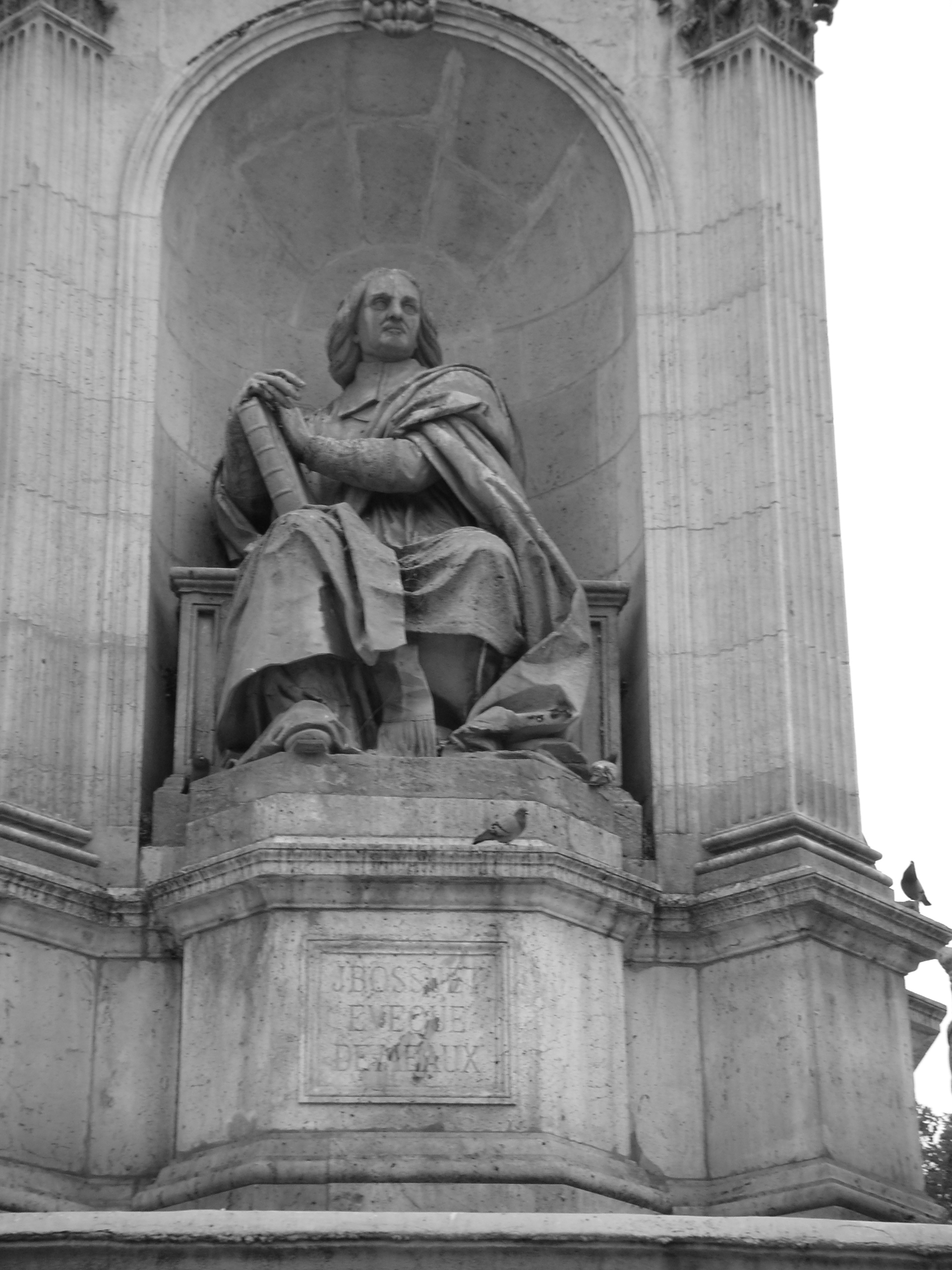
Bossuet
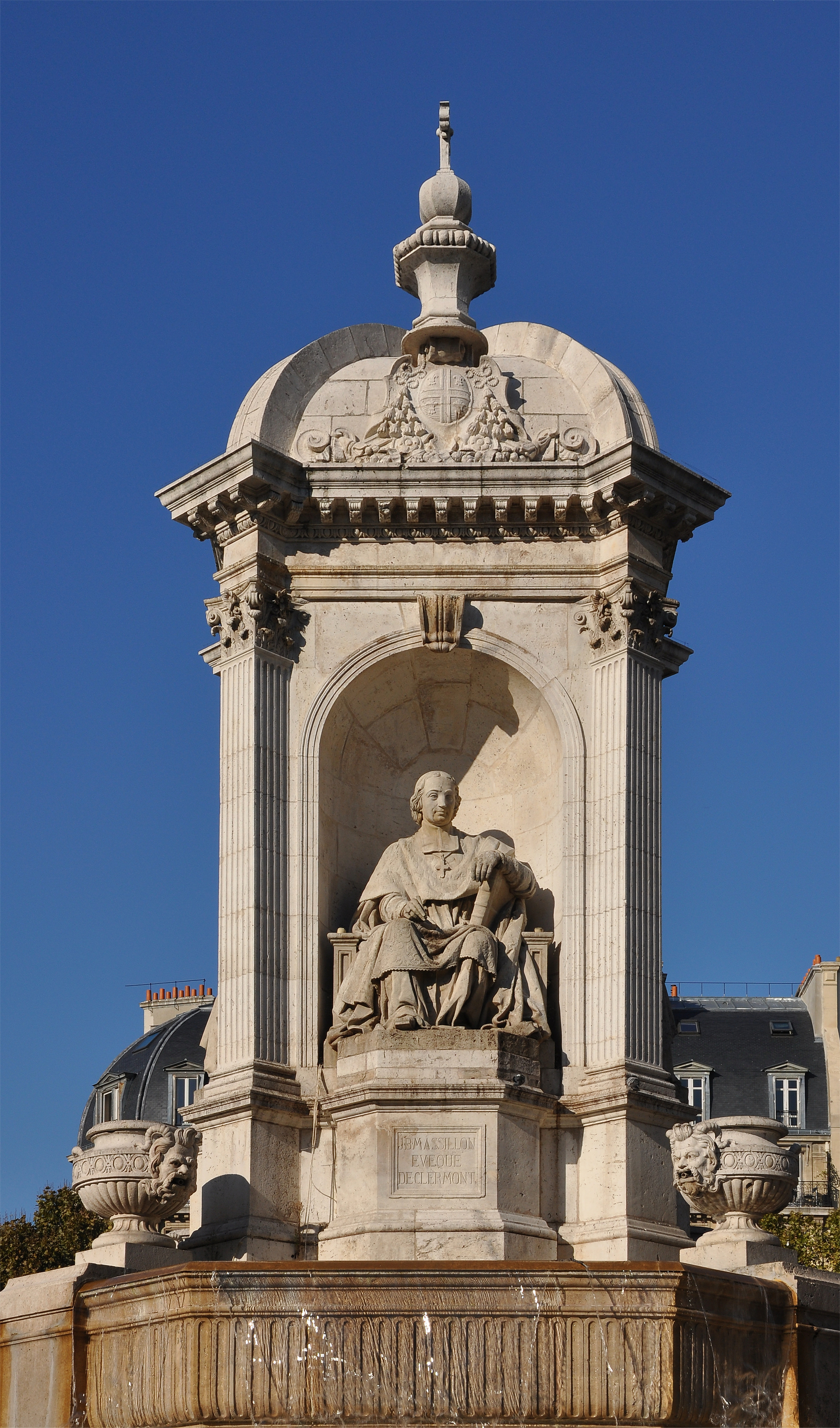
Massilon

## Historia
Wykonanie fontanny zostało zlecone przez Rambuteau, prefekta Paryża w rządzie króla Ludwika Filipa I. Rambuteau objął stanowisko w 1833 roku i od początku swych rządów wcielał w życie ambitny plan poprawy zaopatrzenia miasta w wodę i budowania nowych fontann. Z jego polecenia wybudowano 200 kilometrów sieci wodociągowych oraz 1700 mniejszych fontann zaopatrujących Paryż w wodę. Dzięki tym zabiegom większe fontanny mogły pełnić wyłącznie funkcje dekoracyjne.
Ze względu na lokację fontanny – naprzeciw kościoła i nieopodal ważnego seminarium – Rambuteau nakazał by tematyka budowli była religijna. Visconti przygotował kilka różnych projektów fontanny w marcu 1843. Po nielicznych modyfikacjach finalny projekt został zatwierdzony. Budowę rozpoczęto pomiędzy rokiem 1843, a 1848. Zakończono ją w roku 1848, kiedy rewolucja lutowa obaliła rząd Ludwika Filipa.
Ostatecznie budowla składała się na dwie oddzielne części. Samą fontannę złożoną z trzech ośmiobocznych basenów udekorowaną rzeźbami lwów z herbami miasta oraz masek teatralnych, z których tryskała woda. Druga część fontanny była struktury religijnej; składała się z czworobocznego gmachu z kopułą, korynckich pilastrów i czterech wnęk z posągami duchownych.

Po otwarciu, miejsce i kształt fontanny zostały skrytykowane. Uważano, że jej bryła zakrywa wejście do kościoła, a zdobiące ją elementy nie są ze sobą niczym powiązane. Jeden z krytyków stwierdził, iż wazy, z których wypływała woda wyglądały jak „kuchenne garnki”. Opisując lwy, inny krytyk napisał, że „wszystko o nich powiedzieć może ich irytacja wodą, która oblewa ich tylne części ciała”

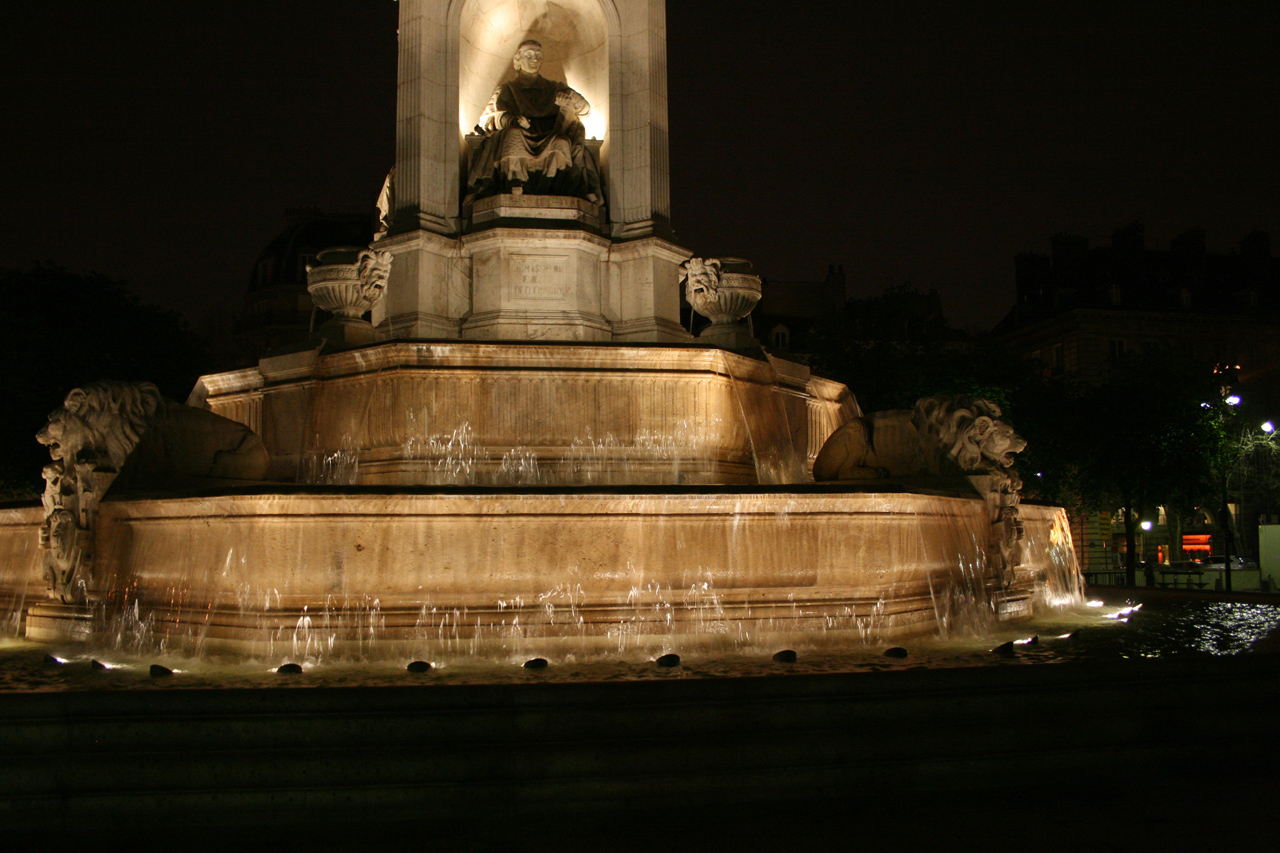
Fontanna w nocy
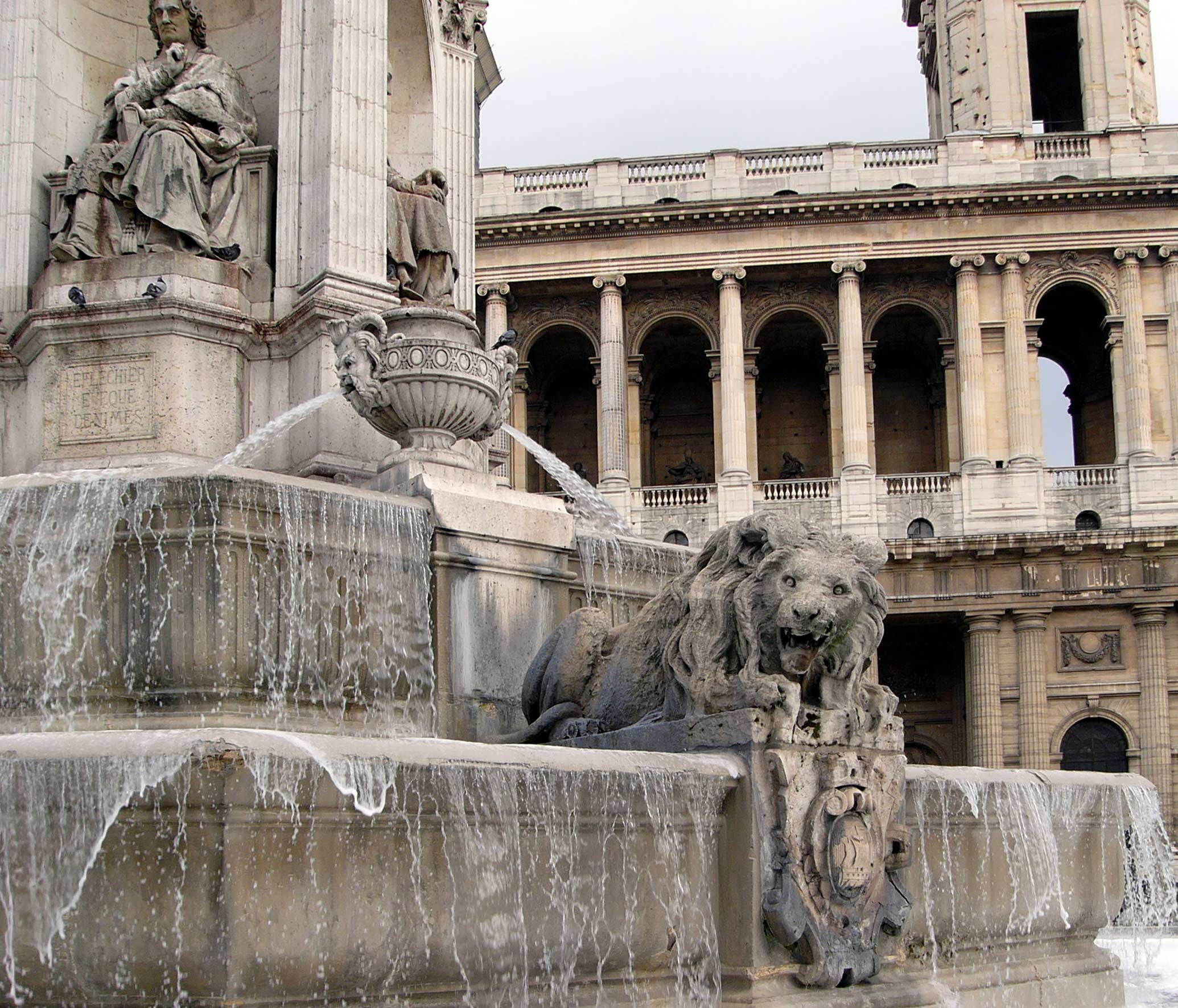
Szczegóły fontanny
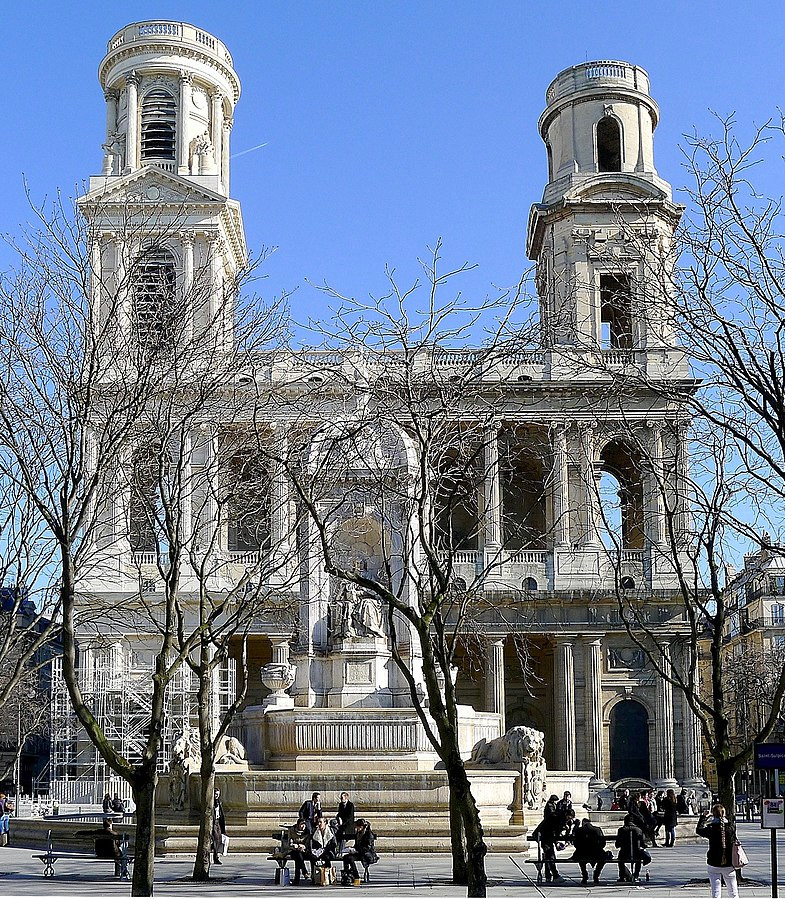
Fontanna z kościołem w tle